# Tristan Thompson
Tristan Trevor James Thompson (Toronto, 13 de março de 1991) é um jogador canadense-americano de basquete profissional que atualmente joga pelo Cleveland Cavaliers da National Basketball Association (NBA).
Ele jogou basquete universitário na Universidade do Texas em Austin e foi selecionado pelo Cleveland Cavaliers como a 4ª escolha geral no draft da NBA de 2011.

## Carreira no ensino médio
Nascido em Toronto, Thompson frequentou a St. Marguerite d'Youville Secondary School em Brampton durante o primeiro ano. Depois de sair de Brampton duas vezes para visitar uma escola preparatória nos Estados Unidos, Thompson decidiu cursar a Saint Benedict's Preparatory School em Newark, Nova Jersey em seu segundo ano. Ele citou o aumento da exposição e do nível de habilidade como o motivo da transferência.
Thompson passou o segundo ano e metade do seu terceiro ano em St. Benedict's, causando um impacto imediato e mostrando flashes de brilho. Em seu curto período de tempo lá, ele se tornou o principal recruta do país. Os principais programas de basquete do país procuraram pesadamente Thompson, que assumiu o primeiro compromisso verbal com a Universidade do Texas.
No entanto, o relacionamento entre Thompson e então treinador do St. Benedict's, Dan Hurley, sofreu um duro golpe. O estilo de treinamento de Hurley causou danos à jovem estrela. Durante um jogo, Hurley enfrentou Thompson durante um intervalo e um debate acalorado se seguiu. Thompson foi expulso da quadra e posteriormente removido da equipe. Nos dias seguintes, ele estava planejando sair, resultando em uma enxurrada de ligações das melhores escolas preparatórias da América do Norte tentando adquirir seus serviços. Na semana seguinte, ele se transferiu para Findlay Prep com seu amigo íntimo e companheiro de equipe da AAU, Cory Joseph.
Thompson se juntou à Findlay no final da temporada, causando um impacto imediato na equipe e prosperando sob o sistema e estilo do treinador, Michael Peck. Ele continuou a aprimorar e aperfeiçoar suas habilidades no último ano em preparação para a faculdade e manteve seu compromisso com a Universidade do Texas, assinando oficialmente sua carta de intenções em 11 de novembro de 2009.
Após o último ano, Thompson e Joseph se comprometeram com Texas e foram o quarto e o quinto canadenses a serem nomeados McDonald's All-Americans, depois de Bill Wennington (1981), Barry Bekkedam (1986) e Olu Famutimi (2003).

## Carreira universitária
Em sua única temporada no Texas, Thompson obteve uma média de 13,1 pontos, 7,8 rebotes, 1.3 assistências, 0.9 roubos de bolas e 2.4 bloqueios. Ele liderou a equipe em rebotes, chutes bloqueados (86) e duplos-duplos (10), enquanto ficou em segundo lugar na pontuação. Ele ganhou o prêmio de MVP da equipe, conforme votado por seus companheiros de equipe. Nacionalmente, Thompson foi um dos cinco finalistas do Wayman Tisdale Award, uma honra concedida ao Calouro Nacional do Ano pela Associação de Escritores de Basquete dos EUA.
Ele ajudou Texas a concluir a temporada de 2010-11 com um recorde de 28-8 e avançar para a Rodada 32 do Torneio da NCAA.
Thompson disse à mídia após o Torneio da NCAA que planejava voltar ao Texas para sua segunda temporada, mas mudou de ideia. Em 21 de abril de 2011, ele se declarou o Draft da NBA, renunciando aos três anos de elegibilidade para a faculdade.

## Carreira profissional

### Draft da NBA
Em 23 de junho de 2011, Thompson foi selecionado pelo Cleveland Cavaliers como a 4° escolha geral no Draft de 2011. Na época, ele era o jogador canadense melhor selecionado na história da NBA, até Anthony Bennett e Andrew Wiggins serem selecionados com a primeira escolha geral em 2013 e 2014, respectivamente.

### Cleveland Cavaliers (2011-2020)

#### Temporada de 2011-12: Temporada de estreia
Durante o bloqueio da NBA em 2011, Thompson participou de aulas na Universidade do Texas para concluir seu curso superior. Thompson assinou seu contrato de novato com os Cavaliers em 9 de dezembro de 2011. Ele fez sua estréia profissional contra o Toronto Raptors em 26 de dezembro de 2011. Em 17 minutos, Thompson marcou 12 pontos e fez 5 rebotes.
Thompson foi reserva dos veteranos Antawn Jamison e Anderson Varejão nos primeiros três meses de sua temporada de estreia, mas ainda conseguiu tornar sua presença conhecida nos dois lados da quadra. Sua produção aumentou em fevereiro, à medida que seus minutos aumentaram, e ele registrou três duplos-duplos naquele mês. Seu melhor desempenho em fevereiro foi um jogo que ele registrou 15 pontos, 12 rebotes e dois bloqueios em 30 minutos de jogo, quando os Cavaliers derrotou o Sacramento Kings por 93-92.
Thompson foi inserido na equipe titular em 18 de março contra o Atlanta Hawks, enquanto Varejão continuava se recuperando de um pulso fraturado. Ele registrou sete pontos e seis rebotes. O momento decisivo de sua temporada aconteceu no jogo seguinte contra o New Jersey Nets, quando ele registrou 27 pontos, 12 rebotes e uma vitória por 105-100.
Depois que o Varejao foi descartado por tempo indeterminado, o técnico Byron Scott decidiu colocar Thompson como titular pelo restante da temporada regular. Thompson não decepcionou, elevando suas médias para 9,3 pontos, 7,5 rebotes e pouco menos de um bloqueio por jogo como titular. Ele brilhou em abril, mesmo com o Cleveland fora da corrida dos playoffs, marcando dois dígitos em 10 de seus 16 jogos finais.
Ele terminou a temporada jogando 60 jogos com médias de 23.7 minutos, 8.2 pontos, 6.5 rebotes, 0.5 assistências, 0.5 roubos de bolas e 1.0 bloqueios. Ele foi selecionado para a Segunda-Equipe de Novatos, tornando-se o primeiro canadense a ser selecionado.

#### Temporada de 2012–13
Na temporada de 2012–13, Thompson trabalhou para evitar o bloqueio de seus próprios arremessos e mudou a mão dominante da esquerda para a direita. Na maior parte da temporada, quase 17%, ou um em cada seis, de seus arremessos foram bloqueados. Thompson caiu para cerca de 15% no final da temporada.
Ele teve uma média de 3,7 rebotes ofensivos por jogo, que ficou em quinto lugar na NBA e o primeiro entre os jogadores do segundo ano e estabeleceu o recorde da franquia de rebotes ofensivos em uma única temporada com 306 (segundo na NBA), superando Zydrunas Ilgauskas que fez 299 rebotes ofensivos na temporada de 2004-05. Ele também registrou 31 duplos-duplos na temporada, tornando-se o nono jogador na história da franquia a somar pelo menos 30 duplos-duplos em uma única temporada.
Ele foi titular em todos os 82 jogos na temporada de 2012–13, tendo médias de 11,7 pontos, 9,4 rebotes, 1.3 assistências, 0.7 roubadas de bola e 0,9 bloqueios em 31,3 minutos por jogo.

#### Temporada de 2013-14
No período de entressafra de 2013, Thompson decidiu mudar a mão dominante para a direita novamente. Apesar da mudança, ele teve uma temporada quase idêntica na temporada de 2013–14, pois iniciou todos os 82 jogos e teve médias de 11,7 pontos, 9.2 rebotes, 0.9 assistências, 0.5 roubadas de bola e 0.4 bloqueios em 31.6 minutos por jogo.

#### Temporada de 2014-15
Durante a entressafra de 2014, os Cavaliers adquiriram LeBron James e Kevin Love. Thompson foi reserva na maior parte da temporada, fornecendo energia e solidificando seu lugar como um dos melhores reboteiros ofensivos da liga, tendo médias de 8 rebotes por jogo.
Os Cavaliers terminou a temporada com um recorde de 53-29 e foi para os playoffs pela primeira vez desde 2010. No início da primeira rodada, Kevin Love deslocou o ombro e foi descartado pelo resto da pós-temporada. Thompson se tornou o titular após a lesão de Love e ajudou os Cavaliers a chegar às Finais da NBA de 2015. Os Cavaliers enfrentaram o Golden State Warriors e perderam a série em seis jogos. Ele se tornou um agente livre restrito após a temporada.
Nessa temporada, ele teve médias de 8.5 pontos, 8.0 rebotes, 0.5 assistências, 0.4 roubadas de bola e 0.7 bloqueios em 26.8 minutos por jogo.

#### Temporada de 2015-16: Temporada do título
Em 22 de outubro de 2015, Thompson assinou novamente com os Cavaliers em um contrato de US $ 82 milhões por cinco anos.
Durante a temporada de 2015-16, Thompson compartilhou o papel de Pivô titular com Timofey Mozgov. Em 25 de janeiro de 2016, ele registrou 19 pontos e 12 rebotes em uma vitória de 114-107 sobre o Minnesota Timberwolves.
Em 26 de março, em uma vitória sobre o New York Knicks, Thompson empatou o recorde de franquias de Jim Chones ao jogar o seu 361º jogo consecutivo pelos Cavaliers. Ele quebrou o recorde três dias depois, jogando em seu 362º jogo consecutivo.
Thompson ajudou os Cavaliers a chegar às Finais da NBA pela segunda temporada consecutiva. Lá eles fizeram história na NBA ao fazer uma virada depois de estar perdendo na série por 3-1 contra o Golden State Warriors, terminando uma seca de 52 anos em Cleveland.
Nessa temporada, ele teve médias de 7.8 pontos, 9.0 rebotes, 0.8 assistências, 0.5 roubadas de bola e 0.6 bloqueios em 27.7 minutos por jogo.

#### Temporada de 2016-17
Em 26 de dezembro de 2016, em uma derrota para o Detroit Pistons, Thompson se tornou o primeiro jogador na história da franquia a jogar em 400 jogos consecutivos na temporada regular. Em 5 de abril de 2017, Thompson perdeu o jogo contra o Boston Celtics com um polegar direito torcido. A ausência de Thompson encerrou sua série de jogos consecutivos disputados em 447 - o mais longo da história da equipe e o maior período ativo da liga na época. Ele perdeu quatro jogos com a lesão antes de retornar à ação no final da temporada regular contra o Toronto Raptors.
Thompson ajudou os Cavaliers a vencer por 12-1 nas três primeiras rodadas dos playoffs para chegar às Finais da NBA pela terceira temporada consecutiva. Lá, os Cavaliers enfrentaram o Golden State Warriors, mas perderam a série em cinco jogos.
Nessa temporada, ele teve médias de 8.1 pontos, 9.2 rebotes, 1.0 assistências, 0.5 roubadas de bola e 1.1 bloqueios em 29.9 minutos por jogo.

#### Temporada de 2017-18
Em 2 de novembro de 2017, Thompson foi descartado por três a quatro semanas com uma lesão na panturrilha esquerda que sofreu na noite anterior contra o Indiana Pacers. Em 12 de dezembro de 2017, ele jogou em seu primeiro jogo desde 1º de novembro contra o Atlanta Hawks.
Em 25 de fevereiro de 2018, ele registrou 13 rebotes em uma derrota por 110-94 para o San Antonio Spurs. No Jogo 7 da série da primeira rodada dos Playoffs contra os Pacers, Thompson, que jogou apenas 24 minutos nos seis primeiros jogos, teve um raro jogo como titular e registrou 15 pontos e 10 rebotes na vitória por 105-101. Os Cavaliers chegaram às Finais da NBA de 2018, onde foram varridos pelos Golden State Warriors.
Nessa temporada, ele teve médias de 5.8 pontos, 6.6 rebotes, 0.6 assistências, 0.3 roubadas de bola e 0.3 bloqueios em 20.2 minutos por jogo.

#### Temporada de 2018-19

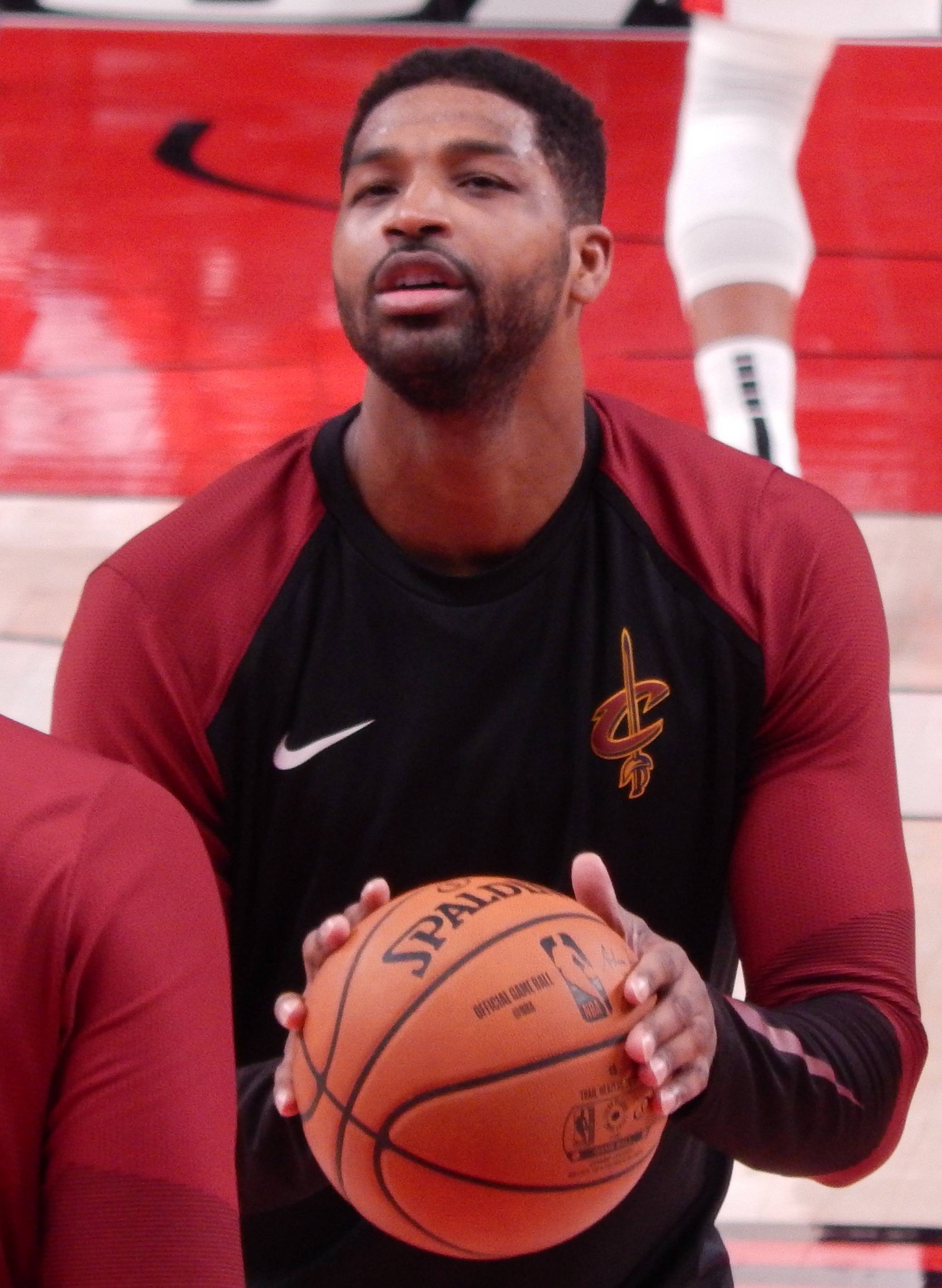
Thompson em janeiro de 2019

No começo da temporada dos Cavaliers, Thompson estava com a média mais alta de pontos (12.0) e rebotes (11.6) em 27 jogos. No entanto, em 11 de dezembro, ele foi descartado por duas a quatro semanas com uma entorse no pé esquerdo. Ele voltou à ação em 2 de janeiro contra o Miami Heat depois de perder 10 jogos. Em 20 de março, contra o Milwaukee Bucks, Thompson voltou depois de perder 26 jogos com o pé esquerdo dolorido.
Nessa temporada, ele jogou apenas 43 jogos e teve médias de 10.9 pontos, 10.2 rebotes, 2.0 assistências, 0.7 roubadas de bola e 0.4 bloqueios em 27.9 minutos por jogo.

#### Temporada de 2019-20
Em 9 de janeiro de 2020, Thompson registrou um duplo-duplo com 35 pontos, 14 rebotes, três assistências, três bloqueios e um roubo na vitória por 115-112 na prorrogação sobre o Detroit Pistons.
Nessa temporada, ele jogou em 57 jogos e teve médias de 12.0 pontos, 10.1 rebotes, 2.1 assistências, 0.6 roubadas de bola e 0.9 bloqueios em 30.2 minutos por jogo.
Ele terminou a sua carreira de 9 temporadas em Cleveland registrando 619 jogos (7ª na história da franquia), 5.839 pontos, 5.393 rebotes (3ª na história da franquia), 624 assistências, 317 roubadas de bola e 447 bloqueios (6ª na história da franquia).

### Boston Celtics (2020–2021)
Em 30 de novembro de 2020, Thompson assinou com o Boston Celtics.

### Sacramento Kings (2021–2022)
Em 7 de agosto de 2021, Thompson foi negociado com o Sacramento Kings em uma troca de três equipes que também envolveu o Atlanta Hawks.

### Indiana Pacers (2022)
Em 8 de fevereiro de 2022, Thompson, Tyrese Haliburton e Buddy Hield foram negociados com o Indiana Pacers em troca de Justin Holiday, Jeremy Lamb, Domantas Sabonis e uma escolha de segunda rodada de 2023. Em 17 de fevereiro, Thompson foi dispensado pelos Pacers.

### Chicago Bulls (2022)
Em 19 de fevereiro de 2022, Thompson assinou até o resto da temporada com o Chicago Bulls.

### Los Angeles Lakers (2023)
Em 9 de abril de 2023, Thompson assinou até o resto da temporada com o Los Angeles Lakers.

### Retorno a Cleveland (2023–Presente)
Em 12 de setembro de 2023, Thompson assinou um contrato de 1 ano e US$3.2 milhões com o Cleveland Cavaliers. Em 23 de janeiro de 2024, ele foi suspenso por 25 jogos sem remuneração após testar positivo para ibutamoren e SARM LGD-4033.

## Carreira internacional
Thompson representou a Seleção Canadense na Copa América Sub-18 em 2008, onde o Canadá ganhou a medalha de bronze, ficando atrás da Argentina e dos Estados Unidos. Thompson mais uma vez competiu pelo Canadá na Copa do Mundo Sub-19 em 2009 na Nova Zelândia.
No Copa América de 2013, Thompson obteve médias de 11,6 pontos e 10,0 rebotes. Ele também competiu no torneio de qualificação para as Olimpíadas de 2016 e, em 2018, jogou um jogo em um torneio de qualificação para a Copa do Mundo de 2019.

## Estatísticas na NBA

### NBA

#### Temporada Regular
| Ano      | Equipe     | PJ  | PT  | MPJ  | AP   | 3P    | LL   | RT   | AS  | BR | TO  | PPJ  |
| -------- | ---------- | --- | --- | ---- | ---- | ----- | ---- | ---- | --- | -- | --- | ---- |
| 2011–12  | Cleveland  | 60  | 25  | 23.7 | .439 | .000  | .552 | 6.5  | .5  | .5 | 1.0 | 8.2  |
| 2012–13  | Cleveland  | 82  | 82  | 31.3 | .488 | .000  | .608 | 9.4  | 1.3 | .7 | .9  | 11.7 |
| 2013–14  | Cleveland  | 82  | 82  | 31.6 | .477 | .000  | .693 | 9.2  | .9  | .5 | .4  | 11.7 |
| 2014–15  | Cleveland  | 82  | 15  | 26.8 | .547 | .000  | .641 | 8.0  | .5  | .4 | .7  | 8.5  |
| 2015–16† | Cleveland  | 82  | 34  | 27.7 | .588 | .000  | .616 | 9.0  | .8  | .5 | .6  | 7.9  |
| 2016–17  | Cleveland  | 78  | 78  | 29.9 | .600 | .000  | .498 | 9.2  | 1.0 | .5 | 1.1 | 8.1  |
| 2017–18  | Cleveland  | 53  | 22  | 20.2 | .562 | .000  | .544 | 6.6  | .6  | .3 | .3  | 5.8  |
| 2018–19  | Cleveland  | 43  | 40  | 27.9 | .529 | .000  | .642 | 10.2 | 2.0 | .7 | .4  | 10.9 |
| 2019–20  | Cleveland  | 57  | 51  | 30.2 | .512 | .391  | .615 | 10.1 | 2.1 | .6 | .9  | 12.0 |
| 2020–21  | Boston     | 54  | 43  | 23.8 | .518 | .000  | .592 | 8.1  | 1.2 | .4 | .6  | 7.6  |
| 2021–22  | Sacramento | 30  | 3   | 15.2 | .503 | 1.000 | .533 | 5.4  | .6  | .4 | .4  | 6.2  |
| 2021–22  | Indiana    | 4   | 0   | 16.4 | .542 | —     | .375 | 4.5  | .5  | .0 | .5  | 7.3  |
| 2021–22  | Chicago    | 23  | 3   | 16.3 | .565 | .000  | .542 | 4.7  | .6  | .5 | .3  | 5.7  |
| 2023–24  | Cleveland  | 49  | 0   | 11.2 | .608 | .000  | .288 | 3.6  | 1.0 | .2 | .3  | 3.3  |
| Carreira | Carreira   | 779 | 478 | 23.7 | .534 | .107  | .552 | 7.4  | .9  | .4 | .6  | 8.2  |

#### Play-In
| Ano  | Equipe | PJ | PT | MPJ  | AP   | 3P | LL   | RT   | AS  | BR  | TO | PPJ  |
| ---- | ------ | -- | -- | ---- | ---- | -- | ---- | ---- | --- | --- | -- | ---- |
| 2021 | Boston | 1  | 0  | 29.6 | .444 | —  | .500 | 12.0 | 2.0 | 1.0 | .0 | 12.0 |

#### Playoffs
| Ano      | Equipe      | PJ | PT | MPJ  | AP   | 3P   | LL   | RT   | AS  | BR | TO  | PPJ  |
| -------- | ----------- | -- | -- | ---- | ---- | ---- | ---- | ---- | --- | -- | --- | ---- |
| 2015     | Cleveland   | 20 | 15 | 36.4 | .558 | —    | .585 | 10.8 | .5  | .3 | 1.2 | 9.6  |
| 2016     | Cleveland   | 21 | 21 | 29.6 | .527 | —    | .575 | 9.0  | .7  | .4 | .9  | 6.7  |
| 2017     | Cleveland   | 18 | 18 | 31.2 | .587 | —    | .667 | 8.3  | 1.4 | .5 | .7  | 8.2  |
| 2018     | Cleveland   | 19 | 11 | 21.9 | .590 | .000 | .741 | 5.9  | .6  | .1 | .4  | 6.2  |
| 2021     | Boston      | 5  | 5  | 26.4 | .588 | .000 | .706 | 9.8  | 1.0 | .8 | 1.2 | 10.4 |
| 2022     | Chicago     | 5  | 0  | 7.6  | .400 | .000 | .000 | 1.6  | .4  | .2 | .0  | .8   |
| 2023     | L.A. Lakers | 6  | 0  | 5.4  | .455 | —    | .200 | 1.7  | .3  | .0 | .0  | 1.8  |
| Carreira | Carreira    | 94 | 70 | 22.6 | .529 | .000 | .496 | 6.7  | .7  | .3 | .6  | 6.2  |

### Universitário
| Ano     | Equipe | PJ | PT | MPJ  | AP   | 3P   | LL   | RT  | AS  | BR | TO  | PPJ  |
| ------- | ------ | -- | -- | ---- | ---- | ---- | ---- | --- | --- | -- | --- | ---- |
| 2010–11 | Texas  | 36 | 34 | 30.7 | .546 | .000 | .487 | 7.8 | 1.3 | .9 | 2.4 | 13.1 |

Fonte:

## Vida pessoal
Thompson é o mais velho dos quatro filhos de Trevor e Andrea Thompson, que são da Jamaica.
Em 2013, Thompson fundou o Amari Thompson Fund, que trabalha em estreita colaboração com a Epilepsy Toronto para arrecadar fundos e conscientizar as pessoas afetadas pela epilepsia. O irmão mais novo de Thompson, Amari, tem um distúrbio neurológico e sofre convulsões quase diariamente devido à sua condição.
Em dezembro de 2016, a ex-namorada de Thompson, Jordan Craig, deu à luz seu primeiro filho, Prince Tristan Thompson.
Thompson estava em um relacionamento com Khloé Kardashian. Em dezembro de 2017, ela anunciou que eles estavam esperando o primeiro filho juntos após meses de especulação. Em março de 2018, Kardashian revelou que estava esperando uma menina. Em abril de 2018, Kardashian deu à luz uma filha, True Thompson, em meio a controvérsia depois que Thompson foi pego traindo Kardashian durante a gravidez. Em fevereiro de 2019, Kardashian e Thompson se separaram depois que foi revelado que Thompson havia traído Kardashian com a melhor amiga de sua meia-irmã Kylie Jenner, Jordyn Woods. No verão de 2020, Kardashian e Thompson retomaram seu relacionamento após ficarem juntos em quarentena durante a pandemia de COVID-19.
Em dezembro de 2021, foi noticiado que uma mulher havia entrado com uma ação de paternidade contra Thompson em Los Angeles em junho de 2021, como resultado de um caso que ele teve enquanto namorava Khloé Kardashian. Thompson confirmou no mês seguinte que ele era o pai do filho da mulher e pediu desculpas a Kardashian.

Em julho de 2022, foi confirmado que Thompson e Kardashian estavam esperando seu segundo filho juntos, por meio de barriga de aluguel. O filho deles, Tatum, nasceu em 28 de julho de 2022.